# Invision Power Services
Invision Power Services (IPS) ist ein US-amerikanisches Softwareunternehmen mit Sitz in Lynchburg (Virginia). Invision Power Services verkauft Software zur Bereitstellung von Online-Communitys.

## Geschichte
Invision Power Services wurde im Jahre 2002 von Matt Mecham und Charles Warner gegründet, nachdem die beiden die Jarvis Entertainment Group (die das Ikonboard entwickelt haben) verlassen hatten. Ihr erstes Produkt war das Invision Power Board (IPB), bei dem sich schnell eine Community aus ehemaligen Ikonboard-Benutzern ansammelte.

## Produkte
Die Invision Community Suite beinhaltet 7 Produkte, wovon ein Produkt kostenlos angeboten wird:
- IP.Board, eine Software für Internetforen
- IP.Commerce, eine Software für Online-Handel
- IP.Pages, eine Software für Content-Management
- IP.Blog, eine Software für Blogs
- IP.Gallery, eine Software für Fotogalerien
- IP.Downloads, eine Software für Datei-Downloads
- IP.Calendar, eine Software für Online-Kalender (kostenlos zu jeder Lizenz)